# Romy e Michele
Romy and Michele's High School Reunion (prt/bra: Romy e Michele) é um filme estadunidense de 1997, do gênero comédia, dirigido por David Mirkin, com roteiro de Robin Schiff baseado em sua peça teatral The Ladies Room.

## Sinopse
Duas mulheres de 28 anos de idade, que parece não terem alcançado muito sucesso na vida, decidem inventar carreiras falsas para impressionar os ex-colegas na reunião de 10 anos da faculdade.

## Elenco
- Mira Sorvino como Romy White
- Lisa Kudrow como Michele Weinberger
- Janeane Garofalo como Heather Mooney
- Camryn Manheim como Toby Walters
- Alan Cumming como Sandy Frink
- Julia Campbell como Christie Masters
- Mia Cottet como Cheryl
- Kristin Bauer como Kelly
- Elaine Hendrix como Lisa Luder
- Vincent Ventresca como Billy Christensen
- Justin Theroux como Clarence
- Jacob Vargas como Ramon
- Mark Pasqualone como Mark
- Tate Taylor como Casey

## Recepção
O filme foi recebido positivamente pela crítica, e mantém uma classificação de 68% no Rotten Tomatoes.

## Bilheteria
O filme estreou em segundo lugar na bilheteria da América do Norte, arrecadando US$ 7,4 milhões em sua semana de estreia, atrás de Volcano.